# 해남경찰서
해남경찰서(海南警察署, Haenam Police Station)는 전라남도경찰청이 관할하는 경찰서 중 하나이다. 전라남도 해남군 해남읍 영빈로 62(해리 281-2)에 위치하고 있다.
서장은 총경으로 보한다.

## 기본 정보
- 주소: 전라남도 해남군 해남읍 영빈로 62(해리 281-2)
- 우편번호: 536-809

### 연혁
- 1999. 05. 15	해남군 해남읍 해리 281-2번지 현청사 신축 이전 (철근 콘크리트 4층 606평, 대지 2,271평)
- 1969. 01. 04	경찰서 직제 개정으로 ‘경감'서장에서 ‘총경'서장 으로 승격
- 1968. 07. 06	경찰서 ‘계'를 ‘과'로 승격( 대통령령 3497호 경찰서 직제 개정)
- 1967. 04. 29	해남읍 성내리 7의7 부지에 신청사 신축 이전 (철근콘트리트 슬라브 2층 181평, 대지 1,267평 )
- 1954. 08. 27	제 8 관구 경찰청 제 17 구(해남)경찰서로 개칭
- 1954. 03. 22	구청사 부지에 경찰서 청사 신축 기공
- 1951. 10. 09	해남 서국민학교 임시청사 이전
- 1950. 08. 17	6·25 동란 당시 UN군 공폭으로 경찰서 청사 전소
- 1946. 02. 01	제 8 관구 경찰청 제 17 구(해남)경찰서로 개칭
- 1946. 01. 16	전라남도 경찰청 해남경찰서 설치
- 1945. 10. 21	각 도 경무부 설치로 경찰발족

## 관할 파출소 및 지구대
해남경찰서는 12개의 파출소를 산하에 두고 있다.
| 명칭       | 사진 | 주소                   | 관할구역       | 치안센터 조직 1서장 2경비과 3정보과 |
| ---------- | ---- | ---------------------- | -------------- | ----------------------------------- |
| 읍내지구대 |      | 해남읍 읍사무소길 46   | 해남읍         |                                     |
| 옥천파출소 |      | 옥천면 해남로 397      | 옥천면, 계곡면 | 계곡치안센터                        |
| 마산파출소 |      | 마산면 은적사길 7      | 마산면         |                                     |
| 삼산파출소 |      | 삼산면 고산로 519      | 삼산면         |                                     |
| 화산파출소 |      | 화산면 해남화산로 1059 | 화산면         |                                     |
| 현산파출소 |      | 현산면 일평길 6        | 현산면         |                                     |
| 송지파출소 |      | 송지면 산정1길 104     | 송지면         |                                     |
| 북평파출소 |      | 북평면 발량진길 42     | 북평면, 북일면 | 북일치안센터                        |
| 산이파출소 |      | 산이면 비석길 105      | 산이면         |                                     |
| 황산파출소 |      | 황산면 시등로 124      | 황산면         |                                     |
| 문내파출소 |      | 문내면 동헌길 36       | 문내면         |                                     |
| 화원파출소 |      | 화원면 청룡길 5        | 화원면         |                                     |

## 같이 보기
- 전라남도지방경찰청